# برشاوشان حاد
برشاوشان حاد (الاسم العلمي:Adiantum argutum) هو نوع من النباتات يتبع جنس البرشاوشان من الفصيلة الديشارية.